# Highway 61 (pel·lícula)
Highway 61 és una pel·lícula canadenca de 1991 dirigida per Bruce McDonald. La pel·lícula és una seqüela no oficial de la seva pel·lícula de 1989 Roadkill; tot i que se centra en diferents personatges, se centra en un viatge per carretera que comença a Thunder Bay, Ontario, on va acabar el viatge per carretera representat a la pel·lícula anterior..
La pel·lícula es va estrenar al Festival Internacional de Cinema de Toronto de 1991.

## Argument
La pel·lícula és protagonitzada per Don McKellar com Pokey Jones, un barber orfe d'un petit poble prop de Thunder Bay, que somia a convertir-se en músic de jazz. Un matí, Jones descobreix un cadàver congelat (Steve Fall) al seu pati del darrere, i aviat coneix Jackie Bangs (Valerie Buhagiar), un roadie dur i misteriós que afirma que el mort és el seu germà.
La veritable intenció de Jackie és utilitzar el cos, un vagabund desconegut per a ningú de la ciutat, per introduir drogues robades als Estats Units. Ella convenç a Pokey d'utilitzar el cotxe dels seus pares, que fa dècades que no condueix, per portar-lo a Nova Orleans per enterrar el seu germà. Així que Jackie i Pokey van marxar per la Highway 61, el taüt lligat a la part superior del cotxe, i segueixen per la popularitzada per Bob Dylan U.S. Highway 61 cap al sud a través del cor dels Estats Units. Els persegueix el senyor Skin (Earl Pastko), que es creu que és Satanàs i vol reclamar el cos perquè el mort va vendre la seva ànima al senyor Skin.
Peter Breck està en quart lloc com el Sr. Watson, la "mare d'escenari" pare de tres noies: Mississippi (Missy), Minnesota (Minnie) i Louisiana (Louise). La pel·lícula també inclou aparicions cameo de Tav Falco, Jello Biafra i Art Bergmann.

## Música
Nash the Slash també va compondre la partitura instrumental de la pel·lícula.
Es va publicar un àlbum de banda sonora, amb els temes següents:
1. Nash the Slash, "Into the Land of the Fire"
2. Rita Chiarelli i Colin Linden, "Highway 61 Revisited"
3. Bourbon Tabernacle Choir, "Put Your Head On"
4. Acid Test, "Dance"
5. Jane Hawley, "Momma's Waitin'"
6. Sam Larkin, "Sally On"
7. The Razorbacks, "My Way or the Highway"
8. Tom Jones, "It's Not Unusual"
9. Tav Falco, "Torture"
10. Acid Test, "Mr. Skin"
11. Jellyfishbabies, "The Erlking"
12. Anne Marie Stern, Carlton Rance, Vanessa Younger i Rosie Westney, "Can't Nobody Do Me Like Jesus"
13. Boozoo Chavis, "Zydeco Heehaw"

## Resposta crítica
Jay Scott de The Globe and Mail va escriure que "Highway 61 és un exemple d'amor incondicional. Reconeix totes les berrugues, taques, grans i pústules del seu tema, i es nega a disfressar fins i tot. una sola piga, però alhora troba la bellesa en cada imperfecció. "El problema amb la trompeta", informa Jackie a Pokey, "és que per molt bo que siguis, sempre surt semblant jazz." El problema amb Highway 61 és que per molt malament que vulgui ser Bruce McDonald, sempre surt sonant bé."
Per al Vancouver Sun, Elizabeth Aird va escriure que "Highway 61 funciona millor si no hi poses pressió perquè sigui una narració perfecta. Està ple de moments poc habituals que són deliciosos en si mateixos. Hi ha Pokey i Jackie's Dinner with Art - l'heroi de Vancouver Bergmann, és a dir, que interpreta l'Otto, el rocker cremat. L'Otto i la seva amant, la Margo, la cantant de nutso, donen pistoles a Jackie i Pokey i es posen a matar pollastres vius per sopar. Això està configurat amb la melodia de  Tom Jones cantant It's Not Unusual i, bé, cal veure-ho. Hi ha moments dolços entre Pokey i Jackie. Don McKellar és especialment gran com a Pokey, un aspirant a músic que no pot tocar una nota a la seva estimada trompeta. Ell i Valerie Buhagiar també estaven a Roadkill. M'agradava Buhagiar a Roadkill, no tant aquí. Aquesta vegada, l'actuació de McKellar és la que dóna ressonància emocional a la pel·lícula."

## Premis
McDonald va guanyar el Conquilla de Plata al millor director al Festival Internacional de Cinema de Sant Sebastià 1991.
La pel·lícula va rebre dues nominacions als Premis Genie als 13ns Premis Genie el 1992, al Millor Actor (McKellar) i a la  Millor edició  (Michael Pacek).
L'any 2001, una enquesta del sector realitzada per Playback va nomenar Highway 61 com la 15a millor pel·lícula canadenca dels 15 anys anteriors.